# Figli di nessuno (album)
Figli di nessuno è il nono album in studio del cantautore italiano Fabrizio Moro, pubblicato il 12 aprile 2019 dalla Sony Music e RCA Records.

## Tracce
Testi e musiche di Fabrizio Moro, eccetto dove indicato.
1. Figli di nessuno – 4:03
2. Filo d'erba – 3:15
3. Quasi – 3:24
4. Ho bisogno di credere – 3:26
5. Arresto cardiaco – 3:45 (testo: Fabrizio Moro, Andrea Ra)
6. Come te – 3:12
7. Non mi sta bene niente – 3:31
8. Me 'nnamoravo de te – 3:24
9. Per me – 4:00
10. #A – 3:00
11. Quando ti stringo forte – 4:40

## Classifiche
| Classifica (2019) | Posizione massima |
| ----------------- | ----------------- |
| Italia            | 2                 |